# Confrontos entre Flamengo e São Paulo no futebol
Flamengo e São Paulo são dois clubes brasileiros que disputam um importante clássico interestadual (Rio de Janeiro versus São Paulo) do futebol brasileiro, com vantagem dos paulistas no confronto geral.
É o clássico que reúne os dois únicos clubes da elite do futebol brasileiro que nunca foram rebaixados para a segunda divisão do campeonato nacional Soma-se a isso o fato de ambas as equipes possuírem muitos títulos internacionais e duas das maiores torcidas do mundo.
Devido a esses fatores, e por serem os únicos clubes do Brasil campeões mundiais que nunca foram rebaixados, o clássico entre as duas equipes passou a ser chamado de “Encontro dos Gigantes”.

## História
A primeira partida entre Flamengo e São Paulo terminou com vitória paulista por 7–3, em 1933. Já a primeira partida oficial foi disputada no estádio do Pacaembu, em 14 de agosto de 1940 — válida pelo Torneio Rio-São Paulo de 1940 — e terminou com um empate por 2–2.
Em 2023, as equipes se enfrentaram na final da Copa do Brasil. O Flamengo de Jorge Sampaoli buscava o seu 5º título na competição(bicampeonato consecutivo), e o São Paulo de Dorival Júnior buscava ganhar a competição pela primeira vez. No primeiro jogo, no Maracanã, o São Paulo levou a melhor e ganhou pelo placar de 1–0. No segundo jogo, no Morumbi, o Flamengo chegou a abrir o placar, porém o São Paulo empatou a partida, e ao final do jogo terminou com o placar de 1–1. Sendo assim, o São Paulo conquistando a Copa do Brasil pela primeira vez em sua história, marcando história no confronto entre as duas equipes.

## Estatísticas
Campeonato Brasileiro
As estatísticas pelo Campeonato Brasileiro Unificado:
|               | Flamengo | São Paulo |
| ------------- | -------- | --------- |
| Vitórias      | 24       | 29        |
| Empates       | 22       | 22        |
| Partidas      | 75       | 75        |
| Gols marcados | 87       | 107       |
| Total de gols | 194      | 194       |

Última partida considerada: 03 de agosto de 2024, São Paulo  1–0  Flamengo , Morumbis.
Maiores goleadas
| Equipe vencedora | Placar | Data                   | Local                   | Campeonato/Torneio         |
| ---------------- | ------ | ---------------------- | ----------------------- | -------------------------- |
| São Paulo        | 7–1    | 17 de abril de 1946    | Pacaembu                | Amistoso                   |
| São Paulo        | 6–1    | 16 de outubro de 2005  | Estádio Luso-Brasileiro | Campeonato Brasileiro      |
| São Paulo        | 7–3    | 1 de julho de 1933     | Chácara da Floresta     | Amistoso                   |
| Flamengo         | 5–1    | 25 de julho de 2021    | Maracanã                | Campeonato Brasileiro      |
| Flamengo         | 4–0    | 14 de novembro de 2021 | Morumbi                 | Campeonato Brasileiro      |
| Flamengo         | 5–2    | 6 de fevereiro de 2000 | Morumbi                 | Rio-São Paulo              |
| São Paulo        | 4–1    | 19 de março de 1939    | Gávea                   | Amistoso                   |
| São Paulo        | 4–1    | 3 de agosto de 1952    | Pacaembu                | Quadrangular Rio–São Paulo |
| São Paulo        | 4–1    | 28 de abril de 1957    | Pacaembu                | Rio-São Paulo              |
| São Paulo        | 4–1    | 19 de novembro de 1969 | Palestra Itália         | Robertão                   |
| São Paulo        | 4–1    | 2 de outubro de 1996   | Morumbi                 | Campeonato Brasileiro      |
| São Paulo        | 4–1    | 29 de julho de 2012    | Morumbi                 | Campeonato Brasileiro      |
| São Paulo        | 4–1    | 1 de novembro de 2020  | Maracanã                | Campeonato Brasileiro      |

Maiores públicos
1. São Paulo 2–0 Flamengo, 97 831, 28 de abril de 1993, Copa Libertadores, Morumbi.
2. Flamengo 3–2 São Paulo, 85 236, 20 de janeiro de 1982, Campeonato Brasileiro, Maracanã.

## Jogos decisivos
Finais
- Em 1993, o São Paulo venceu o Flamengo na final da Supercopa da Libertadores.
- Em 1996, o Flamengo venceu o São Paulo na final da Copa Ouro.
- Em 1996, o São Paulo venceu o Flamengo na final da Copa dos Campeões Mundiais.
- Em 1997, o Flamengo venceu o São Paulo na final da Copa dos Campeões Mundiais.
- Em 2001, o Flamengo venceu o São Paulo na final da Copa dos Campeões.
- Em 2023, o São Paulo venceu o Flamengo na final da Copa do Brasil.

Mata-matas em competições da CBF
- Em 1997, o Flamengo eliminou o São Paulo na semifinal do Torneio Rio–São Paulo.
- Em 2020, o São Paulo eliminou o Flamengo nas quartas de final da Copa do Brasil.
- Em 2022, o Flamengo eliminou o São Paulo na semifinal da Copa do Brasil.

Em competições da Conmebol
- Em 1993, o São Paulo eliminou o Flamengo nas quartas de final da Copa Libertadores.